# Ângela Correa
Ângela Correa (São Paulo, 26 de Julho de 1954) é uma atriz brasileira radicada em Buenos Aires.
Ângela foi modelo de Yves Saint-Laurent e Paco Rabanne, nos tempos em que viveu em Paris (1974 a 1979). Além de desfilar, ela atuava no teatro musical, como bailarina e corista. Sonhava ser cantora, por influência da mãe, dona de voz privilegiada. Até que desistiu e resolveu aprofundar-se na carreira de atriz.
Ao regressar ao Brasil, Ângela atuou em humorísticos da Rede Globo (Planeta dos Homens e Viva o Gordo).
Atuou em Pacto de Sangue e estourou na Rede Manchete, como protagonista da minissérie Escrava Anastácia. Em seguida, participou de Mãe de Santo e Filhos do Sol. Com Walter Avancini fez Abolição.
Em 1992, atuou em El Viaje (A Viagem), filme do argentino Fernando Solanas. Durante a filmagem, apaixonaram-se. Casaram-se e Ângela foi viver em Buenos Aires. Com Solanas, atuou no longa-metragem A Nuvem. Ainda em Buenos Aires  participou da versão brasileira da novela infantil Chiquititas, e posteriormente montou o monólogo "Negra", escrito pela uruguaia Adriana Genta.
No Cinema fez Garotas do ABC, viveu Tereza, tia de Aurélia e Adilson, com quem mantém relação muito especial.
Ângela tem feito novelas e séries no Brasil (caso das recentes Vidas Cruzadas, Amor e Ódio, Seus Olhos, Carandiru, Outras Histórias, Malhação e Revelação).

## Carreira

### Na televisão
| Ano  | Título                      | Personagem    | Notas            |
| ---- | --------------------------- | ------------- | ---------------- |
| 2008 | Revelação                   | Margareth     |                  |
| 2005 | Carandiru, Outras Histórias | Graça         |                  |
| 2005 | Malhação                    | Noêmi         |                  |
| 2004 | Seus Olhos                  | Elvira        |                  |
| 2001 | Amor e Ódio                 | Consuelo      |                  |
| 2000 | Vidas Cruzadas              | Guiomar       |                  |
| 1998 | Chiquititas                 | Amanda Duarte |                  |
| 1996 | Amor Sagrado                | Remedios      | novela argentina |
| 1996 | O Campeão                   | Carolina      |                  |
| 1993 | Guerra sem Fim              | Tainá         |                  |
| 1991 | Filhos do Sol               | Claudia       |                  |
| 1990 | Mãe de Santo                | Iemanjá       |                  |
| 1990 | Escrava Anastácia           | Anastácia     |                  |
| 1990 | Delegacia de Mulheres       |               |                  |
| 1989 | Pacto de Sangue             | Baoni         |                  |
| 1988 | Abolição                    | Iná Irerê     |                  |

### Nocinema
| Ano  | Título                      | Personagem                  |
| ---- | --------------------------- | --------------------------- |
| 2015 | Apart Horta                 |                             |
| 2008 | Amigas y Amigos             | Magali                      |
| 2007 | Inês                        | Inês                        |
| 2006 | Sólo Dios Sabe              | Mulher da Loja de Candomblé |
| 2003 | Carandiru                   | Graça                       |
| 2003 | Garotas do ABC              | Tia Teresa                  |
| 2001 | Afrodita, El Sabor Del Amor | Brenda                      |
| 1998 | Gasoleros                   | Viviane                     |
| 1998 | La Nube                     | Fulo                        |
| 1992 | El Viaje                    | Janaina                     |